# Miha Mevlja
Miha Mevlja (ur. 12 czerwca 1990 w Lublanie) – słoweński piłkarz występujący na pozycji obrońcy w tureckim klubie Alanyaspor oraz w reprezentacji Słowenii.

## Kariera piłkarska
Swoją karierę piłkarską Mevlja rozpoczął w klubie ND Gorica. W 2009 roku stał się członkiem zespołu seniorów. 27 lutego 2010 zadebiutował w jego barwach w pierwszej lidze słoweńskiej w wygranym 4:1 wyjazdowym meczu z NK MIK CM Celje. W sezonie 2010/2011 stał się podstawowym zawodnikiem Goricy. W Goricy grał do końca sezonu 2012/2013.
Latem 2013 roku Mevlja przeszedł do Lausanne Sports, w którym swój debiut w Swiss Super League zaliczył 3 sierpnia 2013 w zremisowanym 0:0 domowym meczu z Grasshoppers Zurych. W sezonie 2013/2014 zajął z klubem z Lozanny ostatnie 10. miejsce w lidze i spadł do Swiss Challenge League.
W 2014 roku Mevlja został zawodnikiem Bene Sachnin. W pierwszej lidze izraelskiej swój debiut zaliczył 15 września 2014 w przegranym 2:4 wyjazdowym meczu z Maccabi Hajfa. W Bene Sachnin grał przez rok.
W 2015 roku Mevlja przeszedł na zasadzie wolnego transferu do Dinama Bukareszt. W pierwszej lidze rumuńskiej swój debiut zanotował 12 lipca 2015 w zremisowanym 0:0 wyjazdowym meczu z ASA Târgu Mureș. W maju 2016 roku wystąpił w barwach Dinama w przegranym po serii rzutów karnych finale Pucharu Rumunii z CFR 1907 Cluj (po 120 minutach był remis 2:2).
W 2016 roku Mevlja został zawodnikiem FK Rostów, do którego trafił za 700 tysięcy euro. Zadebiutował w nim 9 września 2016 w wygranym 2:1 domowym meczu z zespołem Krylja Sowietow Samara.
| Sezon   | Klub             | Kraj       | Rozgrywki     | Mecze | Gole |
| ------- | ---------------- | ---------- | ------------- | ----- | ---- |
| 2009/10 | ND Gorica        | Słowenia   | 1. SNL        | 14    | 1    |
| 2010/11 | ND Gorica        | Słowenia   | 1. SNL        | 34    | 3    |
| 2011/12 | ND Gorica        | Słowenia   | 1. SNL        | 28    | 1    |
| 2012/13 | ND Gorica        | Słowenia   | 1. SNL        | 33    | 0    |
| 2013/14 | Lausanne Sports  | Szwajcaria | Super League  | 30    | 1    |
| 2014/15 | Bene Sachnin     | Izrael     | Ligat ha’Al   | 22    | 0    |
| 2015/16 | Dinamo Bukareszt | Rumunia    | Liga I        | 35    | 0    |
| 2016/17 | Dinamo Bukareszt | Rumunia    | Liga I        | 6     | 0    |
| 2016/17 | FK Rostów        | Rosja      | Priemjer-Liga | 21    | 0    |
| 2017/18 | FK Rostów        | Rosja      | Priemjer-Liga | 8     | 1    |
| 2017/18 | Zenit Petersburg | Rosja      | Priemjer-Liga | 6     | 0    |

- Stan na 19 listopada 2017

## Kariera reprezentacyjna
W reprezentacji Słowenii Mevlja zadebiutował 5 czerwca 2016 roku w przegranym 0:1 towarzyskim meczu z Turcją, rozegranym w Lublanie. Pierwszą bramkę zdobył 14 listopada 2016 roku w zremisowanym 1:1 meczu towarzyskim z Polską.